# 2M (Bier)

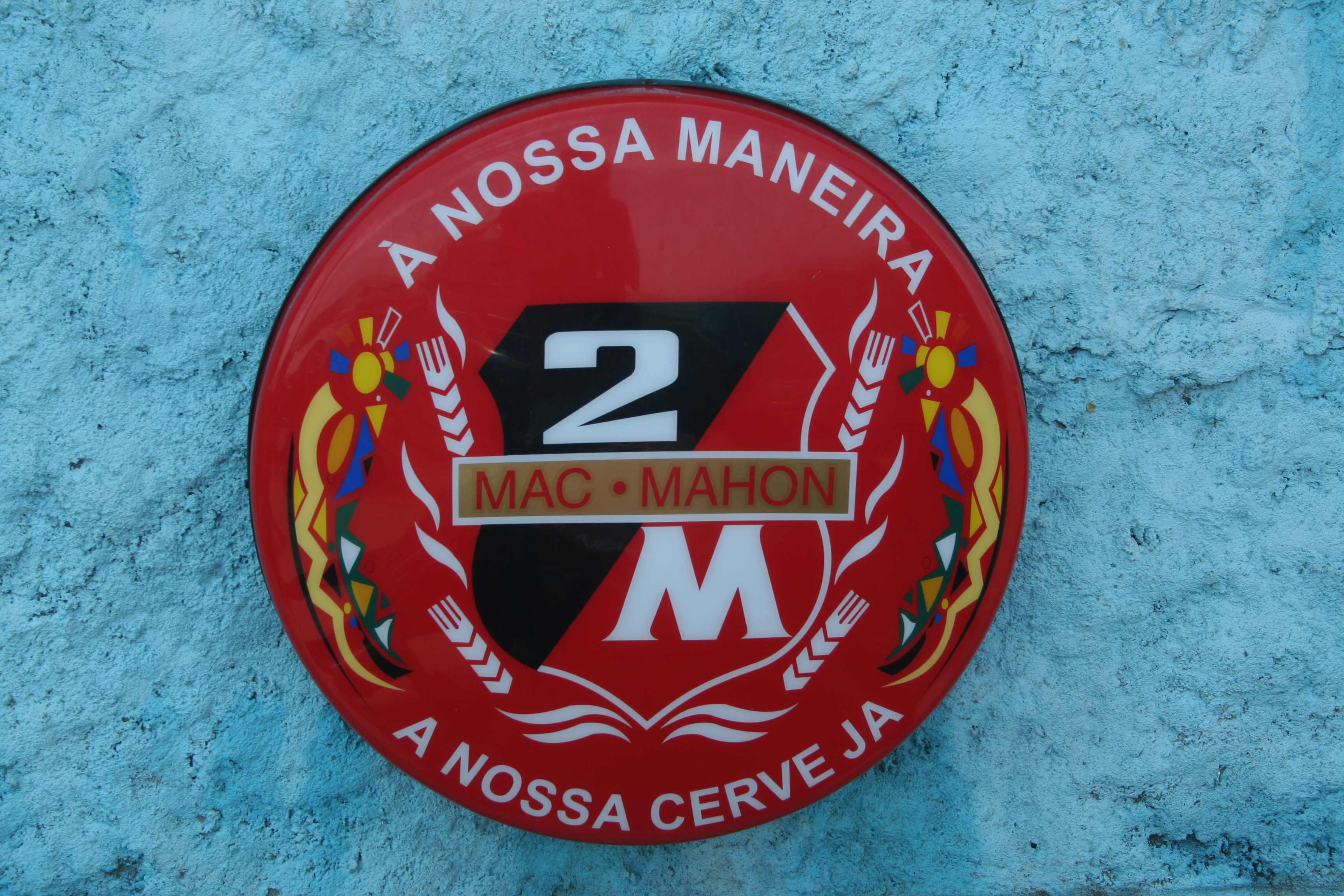
Logo der Biermarke 2M

2M (eigentlich Mac-Mahon) ist eine Biermarke und Brauerei aus Mosambik. Sie gehört dem mosambikanischen Brauerei-Konzern Cervejas de Moçambique (CDM), seinerseits eine SABMiller-Tochter. 2M ist Marktführer in Mosambik.

## Geschichte
Die 1932 in der Hauptstadt Lourenço Marques (heute Maputo) gegründete Laurentina war unbestrittener Marktführer in der Portugiesischen Kolonie Mosambik und exportierte bereits nach Südafrika. Das Wirtschaftswachstum Mosambiks nahm zudem allgemein Fahrt auf, und der Besuch durch Touristen aus Südafrika nahm beständig zu. Bereits 1959 hatte sich mit der Manica-Brauerei in Beira eine zweite Brauerei im Land gegründet.
In diesem Szenario gründete sich 1962 mit der Mac-Mahon die zweite Brauerei der Hauptstadt. Benannt wurde sie nach dem französischen Marschall Patrice de Mac-Mahon, der 1875 im Streit zwischen Großbritannien und Portugal um die Maputo-Bucht als Vermittler zugunsten Portugals entschied. Die Brauerei und ihr Bier wurden danach als 2M bekannt. War Laurentina bisher das Bier der wohlhabenderen und gehobeneren Kreise, so wurde 2M als volkstümlicheres Bier populär.
Nach der Ausrufung der Unabhängigkeit und der Volksrepublik Mosambik 1975 und dem planwirtschaftlichen Umbau wurden alle Brauereien verstaatlicht. Insbesondere nach Ausbruch des Mosambikanischen Bürgerkriegs 1977 war dann die Belieferung der Laurentina-Brauerei mit ihren benötigten hochwertigeren Rohstoffen weitgehend zum Erliegen gekommen, und es konnte kaum noch Laurentina produziert werden. 2M hatte dagegen mit weniger Einschränkungen zu kämpfen und konnte umfassender weiterproduzieren. In der Zeit zwischen 1976 und 1992 wurde 2M sogar meist ganz ohne Etikett verkauft und war nur am Kronkorken zu erkennen. In der Folge wurde 2M dank der Umstände zum unbestrittenen Marktführer.
Nach dem Ende der Volksrepublik 1990 und dem einsetzenden marktwirtschaftlichen Umbau bildete die Regierung 1995 aus den Brauereien der 2M und der Manica ein neues Unternehmen und privatisierte sie als Cervejas de Moçambique (CDM). Mit 49,1 % beteiligt wurde der internationale Braukonzern SABMiller mit Wurzeln in Südafrika. Er übernahm zudem die operative Leitung des Unternehmens.
Die CDM übernahm 2001 auch die Laurentina, führte aber alle Marken weiter. Seither ist der Marktanteil der 2M durch das wiedererstarkte Wachstum der anderen Marken zurückgegangen. Das Bier konnte sich aber weiterhin als Marktführer behaupten.